# Amtsgericht Neuwedell
Das Amtsgericht Neuwedell war ein preußisches Amtsgericht mit Sitz in Neuwedell, Provinz Brandenburg.

## Geschichte
Seit 1849 bestanden in Preußen Kreisgerichte. Das Kreisgericht Friedeberg in der Neumark war dem Appellationsgericht Frankfurt a. d. Oder nachgeordnet. In Neuwedell bestand eine Zweigstelle (Gerichtskommission) des Kreisgerichts Friedeberg. Im Rahmen der Reichsjustizgesetze wurden diese Gerichte 1879 aufgehoben. Das königlich preußische Amtsgericht Neuwedell wurde mit Wirkung zum 1. Oktober 1879 als eines von 14 Amtsgerichten im Bezirk des Landgerichtes Landsberg a.W. im Bezirk des Kammergerichtes gebildet. Der Sitz des Gerichts war die Stadt Neuwedell. Sein Gerichtsbezirk umfasste aus dem Landkreis Arnswalde den Stadtbezirk Neuwedell und die Amtsbezirke Berkenbrügge, Fürstenau, Mienken, Neuwedell, Regenthiner Forstrevier, Spechtsdorf und Steinbusch. Am Gericht bestand 1880 eine Richterstelle. Das Amtsgericht war damit ein kleines Amtsgericht im Landgerichtsbezirk.
Im Jahre 1945 wurde der Sprengel des Gerichtes unter polnische Verwaltung gestellt. Das Amtsgericht Neuwedell musste entsprechend seine Tätigkeit einstellen.